# Lignan-sur-Orb
Lignan-sur-Orb is een gemeente in het Franse departement Hérault (regio Occitanie). De plaats maakt deel uit van het arrondissement Béziers. Lignan-sur-Orb telde op 1 januari 2022 3.227 inwoners.

## Geografie
De oppervlakte van Lignan-sur-Orb bedroeg op 1 januari 2022 3,41 vierkante kilometer; de bevolkingsdichtheid was toen 946,3 inwoners per km².

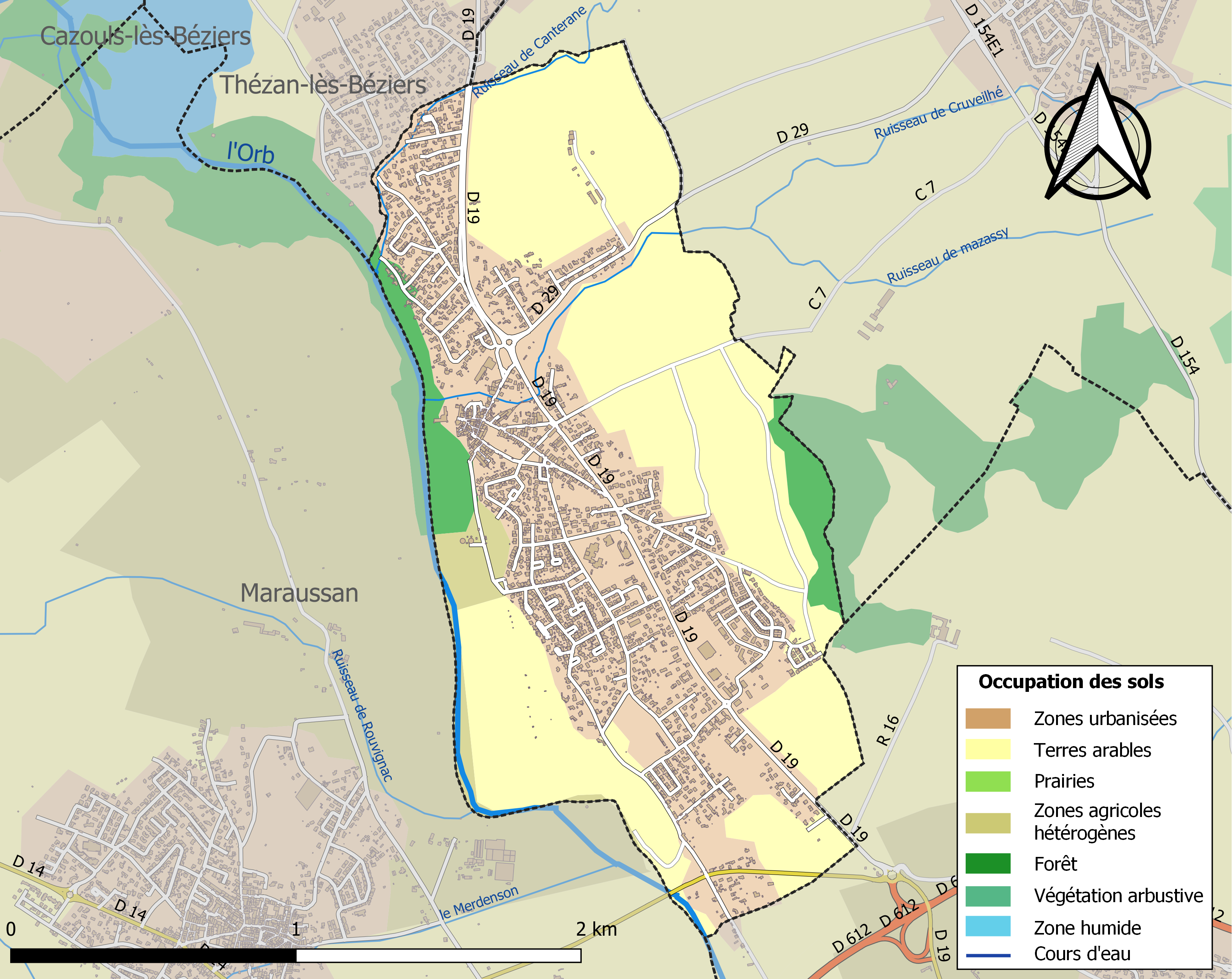
Kaart van de gemeente met belangrijkste infrastructuur, bodemgebruik en omliggende gemeenten

## Demografie
Onderstaande figuur toont het verloop van het inwonertal (bron: INSEE-tellingen).